# ورم أرومي مشيمائي
الورم الأرومي المشيمائي أو الظهاروم المشيماني هو ورم خبيث سريع النمو ينشأ من الأرومة الغاذية المخلوية (وهي الخلايا التي تصل الجنين بالرحم لتكون المشيمة). أعراضه هي زيادة سريعة في حجم الرحم ونزيف مهبلي مصحوب بخثرات دموية وأكياس يميل لونها للبياض.
ينتشر الظهاروم المشيماني عن طريق الدم إلى أعضاء أخرى، خاصةً الرئتين.